# Jagdbombergeschwader 32
Das Jagdbombergeschwader 32 (kurz JaboG 32) war ein fliegender Kampfverband der Luftwaffe der Bundeswehr, der auf dem Fliegerhorst Lechfeld im Landkreis Augsburg in Bayern stationiert war. Ausgerüstet war das Geschwader zuletzt mit dem Panavia Tornado, der Verband wurde im Rahmen der Bundeswehrreform 2011 zum 31. März 2013 aufgelöst. Das Nachkommando des JaboG 32 bestand bis 21. Dezember 2013.

## Auftrag
In Friedenszeiten hatte das JaboG 32 den Auftrag, seine Einsatzbereitschaft gemäß nationaler und NATO-Vorgaben durch taktische Verbandsausbildung sowie Teilnahme an diversen Übungen sicherzustellen. Bei Luftkriegsoperationen im Einsatz war das JaboG 32 in den letzten gut zwei Jahrzehnten seines Bestehens im Schwerpunkt mit der Unterdrückung gegnerischer Luftverteidigung beauftragt. Hierfür war das Geschwader anfangs als einziger Verband der Luftwaffe mit dem Tornado ECR (Electronic Combat&Reconnaissance) ausgestattet.

### Geschichte

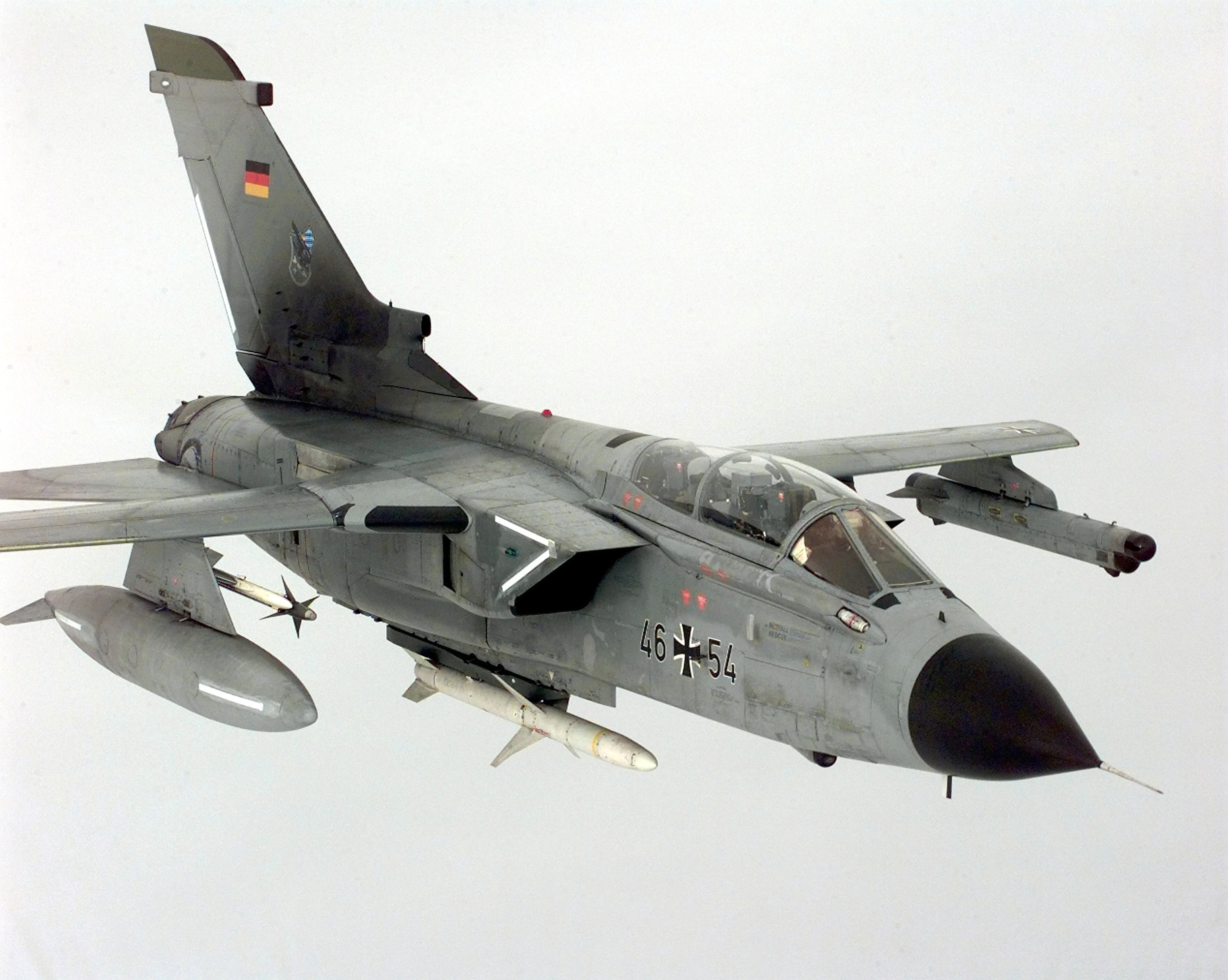
Tornado ECR des JaBoG 32 mit AGM-88- und AIM-9L-Lenkwaffen

Das Jagdbombergeschwader 32 nahm am 22. Juli 1958 seinen Dienst- und Flugbetrieb mit Maschinen vom Typ Republic F-84F „Thunderstreak“ auf und war bis zu seiner Auflösung auf dem Fliegerhorst Lechfeld stationiert.
Auf der F-84F wurden ca. 80.000 Flugstunden geflogen, bevor das Geschwader 1965 neue Flugzeuge vom Typ F-104G „Starfighter“ bekam. Die letzte Thunderstreak verließ den Fliegerhorst am 13. Juli 1966. Der Starfighter flog bis zum April 1984. Mit ihm wurden in 19 Jahren 204.986 Flugstunden erzielt.
Das Nachfolgemuster Panavia Tornado IDS wurde ab 1984 eingeführt. Er wurde zuerst als konventioneller Jagdbomber eingesetzt, bis 1991 die Umrüstung auf den Tornado ECR begann. Das JaboG 32 war viele Jahre der einzige deutsche Verband, der den Tornado ECR flog. Diese Variante war speziell für die Bekämpfung feindlicher Radarstellungen ausgerüstet. Die Bewaffnung bestand unter anderem aus AGM-88-HARM-Raketen (Highspeed-Anti-Radiation-Missile).
Im Zeitraum 1980 bis 1994 gehörten sieben Luftfahrzeuge vom Typ HFB 320 ECM zum Geschwader und bildeten die 3. Staffel. Die Flugzeuge waren ursprünglich seit 1976 auf dem Fliegerhorst Lechfeld stationiert, standen aber bis 1980 unter dem Kommando des 4. Fernmeldelehrregiments und des Versuchsregiments 61.
Ab 2008 wurde Ulrike Flender, die erste deutsche Kampfpilotin, beim Geschwader eingesetzt.
Am 26. Oktober 2011 wurde in der Vorstellung des Stationierungskonzepts 2011 und des am 12. Juni 2012 folgenden Realisierungsplans durch das BMVg dargestellt, dass das Geschwader im März 2013 aufgelöst werden soll. Die 1. Fliegende Staffel „Lechfeld Tigers“ (321.) wurde Ende Oktober 2012 aufgelöst und am Tag des letzten Appels am 20. März 2013, als die Truppenfahne eingezogen wurde, hatten bereits fast alle verbliebenen Tornados das Lechfeld Richtung Aufklärungsgeschwader 51 in Jagel bzw. dem Jagdbombergeschwader 33 in Büchel verlassen. Dorthin wurden auch die meisten Geschwaderangehörigen versetzt. Teilweise wurden ältere Maschinen zur Verschrottung freigegeben. Der allerletzte Tornado hob am 27. März 2013 vom Lechfeld im Anschluss an die Übergabe des Flugplatzes an das Jagdgeschwader 74 ab.
Das Geschwader erflog inklusive der 182.000 Stunden auf dem Tornado in seiner knapp 55-jährigen Einsatzzeit 555.000 Flugstunden, davon 460.000 auf dem Lechfeld. Nach der Auflösung des Geschwaders wurde 2013 die Traditionsgemeinschaft Jagdbombergeschwader 32 gegründet.

### Gliederung
Das Jagdbombergeschwader 32 war Teil der 1. Luftwaffendivision. Seit der Auflösung der mit dem Objektschutz beauftragten Fliegerhorstgruppe im Jahr 2006 war das Geschwader bis zum Beginn seiner Außerdienststellungsphase wie folgt gegliedert:
- Stab JaboG 32
- Fliegende Gruppe (FlgGrp):
  - Stab Fliegende Gruppe
  - Flugbetriebsstaffel (FlBtrbStff)
  - 1. Fliegende Staffel (Tigers)
  - 2. Fliegende Staffel (Monsters)
- Technische Gruppe (TGrp):
  - Stab Technische Gruppe (mit Stabszug)
  - Instandsetzungsstaffel (InstStff)
  - Elektronik-Staffel (EloStff)
  - Wartungs- und Waffenstaffel (WtgWaStff)
  - Nachschub- und Transportstaffel (NuTStff)

### Kommodore
| Nr. | Dienstgrad     | Name                  | Berufung      |
| --- | -------------- | --------------------- | ------------- |
| 1.  | Oberstleutnant | Siegfried Barth       | ab 22.07.1958 |
| 2.  | Oberst         | Paul Schauder         | ab 27.10.1961 |
| 3.  | Oberst         | Hans Klaffenbach      | ab 01.10.1964 |
| 4.  | Oberst         | Jürgen Schultze-Röhl  | ab 01.04.1972 |
| 5.  | Oberst         | Hans-Joachim Griese   | ab 01.10.1973 |
| 6.  | Oberst         | Dieter Seebeck        | ab 01.10.1976 |
| 7.  | Oberst         | Gerd Gloystein        | ab 01.10.1980 |
| 8.  | Oberst         | Friedrich Morgenstern | ab 01.07.1982 |
| 9.  | Oberst         | Helmut Ochsenkühn     | ab 01.10.1984 |
| 10. | Oberst         | Walter Jertz          | ab 05.02.1988 |
| 11. | Oberst         | Bernd Bretschneider   | ab 1991       |
| 12. | Oberst         | Johann-Georg Dora     | ab 1994       |
| 13. | Oberst         | Hans-Georg Schmidt    | ab 1997       |
| 14. | Oberst         | Peter Schelzig        | ab 1998       |
| 15. | Oberst         | Peter Stütz           | ab 2001       |
| 16. | Oberst         | Bernhard Martin       | ab            |
| 17. | Oberst         | Burkhard Kollmann     | ab 2006       |
| 18. | Oberst         | Stefan Scheibl        | ab 2009       |
| 19. | Oberstleutnant | Thomas Dohler         | ab            |

### Einsätze
Kräfte des JaboG 32 wurde im Rahmen des NATO-Einsatzes im ehemaligen Jugoslawien am 17. Juli 1995 zum Einsatzgeschwader 1 der Luftwaffe nach Piacenza/Italien verlegt. Von dort aus wurden ab 7. August 1995 Einsätze im Rahmen der Operation Deliberate Force geflogen. Dies war der erste Kampfeinsatz der deutschen Luftwaffe nach dem Zweiten Weltkrieg. Das Einsatzgeschwader 1 führte Aufklärungs- und SEAD-Einsätze durch.
Das Geschwader nahm vom 24. März bis 11. Juni 1999 an der NATO-Luftkriegsoperation Allied Force gegen Serbien teil. Dabei wurden 236 HARM-Raketen abgefeuert.

### Vorkommnisse

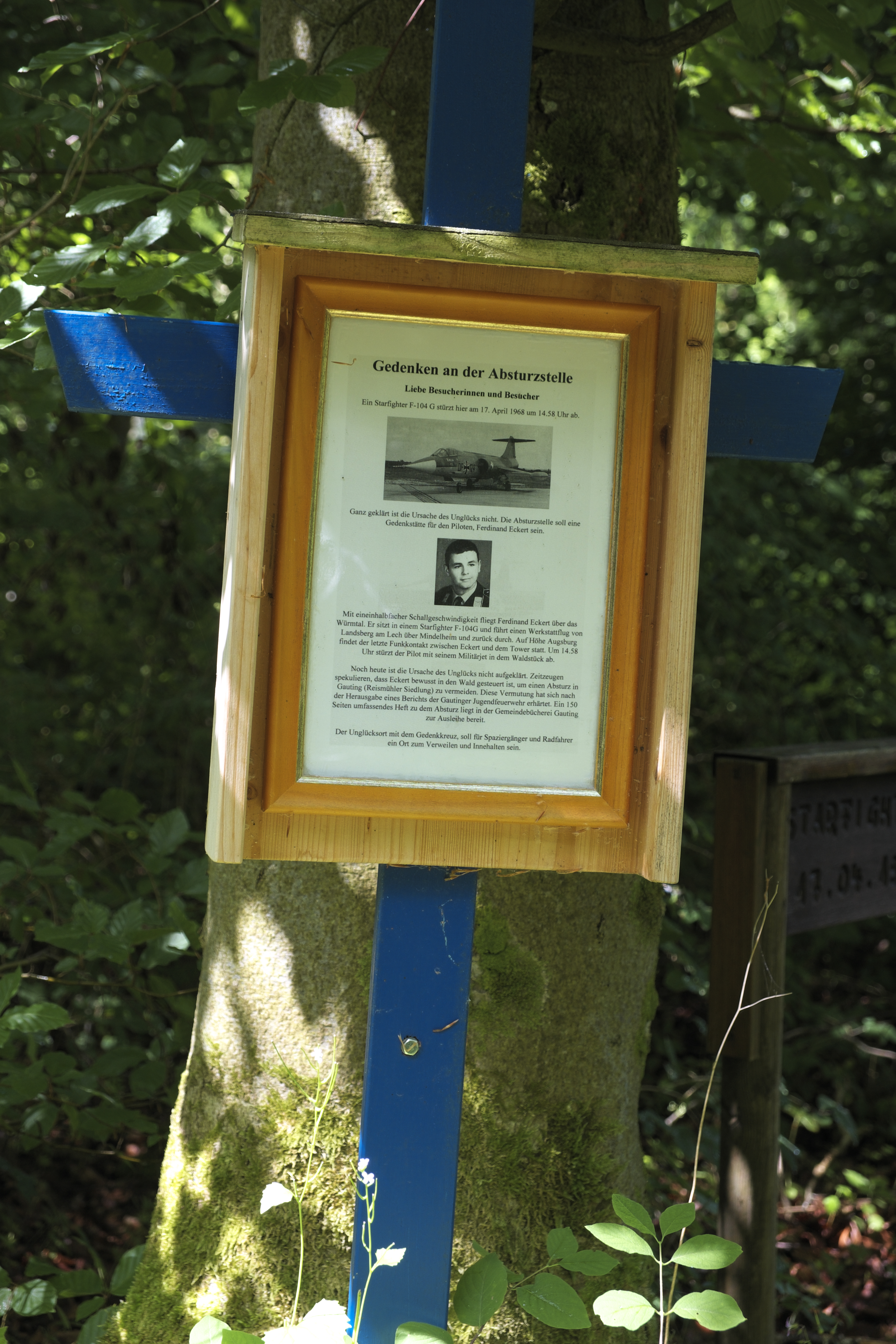
Absturz am 17. April 1968: Gedenktafel an der Absturzstelle in Königswiesen (Gauting)

- 1961
 In einer besonders angespannten Phase des Kalten Krieges – einen Monat nach dem Bau der Berliner Mauer – flogen am 14. September 1961 zwei F-84F „Thunderstreak“ des Jagdbombergeschwaders 32 mit den Piloten Feldwebel Pfefferkorn und Stabsunteroffizier Eberl irrtümlich über DDR-Territorium und landeten auf dem West-Berliner Flughafen Tegel. Gestartet im Rahmen des NATO-Bereitschaftstests "Checkmate" in Lechfeld, waren beide derart vom Kurs abgekommen, dass sie auf ihrem Übungsflug erst das belgische Lüttich als das französische Reims missdeuteten. Pfefferkorns Kompass zeigte offenbar eine Abweichung von 40 bis 60 Grad an, zusätzlich gab es deutlich stärkere Höhenwinde aus westlicher Richtung als vorhergesagt. Beide Faktoren führten zu einem massiven Abkommen vom Kurs nach Osten. Erst im Luftraum der DDR (was beide Piloten nicht ahnten) sandte Pfefferkorn Mayday, welches zu seiner Verwunderung vom Tower Tempelhof beantwortet wurde. Die dortigen Offiziere rieten zum Weiterflug nach Berlin, um nicht durch ein Umkehren den mittlerweile 40 sowjetischen Abfangjägern hinter ihnen zu begegnen. Sie konnten sicher und ohne Zwischenfall gegen 16 Uhr landen. Offenbar hatte nur eine dichte Wolkendecke die Konfrontation mit sowjetischen Abfangjägern verhindert. Der Vorfall hatte die sogenannte „Bier-Order '61“ des damaligen Verteidigungsministers Franz Josef Strauß zur Folge, nach der jeder Kommandeur, dessen Truppen eine internationale Grenze verletzten, sofort abgesetzt werde.[4] Der Kommandeur des JaBoG 32, Oberstleutnant Siegfried Barth, wurde noch am selben Tag abgesetzt.[5][6][7]
- 1964
 Am 15. September 1964 stürzte eine Schulungsmaschine des Typs Lockheed T-33 des Jagdbombergeschwaders 32 in der Nähe von Straßberg bei Bobingen ab. Pilot der Unfallmaschine war Oberleutnant Ludger Hölker. Nach einem Leistungsverlust im Triebwerk ging die Lockheed in einen Sinkflug über, genau auf den Ort Straßberg zufliegend. Oberleutnant Hölker verblieb so lange in der Maschine, bis keine Gefahr mehr für die Ortschaft bestand. Dieses selbstlose Verhalten kostete ihn das Leben, jedoch wurden Straßberg und seine Bewohner vor einer Katastrophe bewahrt. Der Opfertod Ludger Hölkers brachte ihm posthum zahlreiche Ehrungen ein, unter anderem die Rettungsmedaille am Band (1965), sowie mehrere nach ihm benannte Straßen, davon eine in Bobingen und eine in der Schwabstadlkaserne. Um sein vorbildliches Verhalten zu ehren und zukünftige Offiziere zur Auseinandersetzung mit der Person Hölker zu bringen, wurde der größte Unterrichtssaal der Offizierschule der Luftwaffe in Fürstenfeldbruck 1977 „Ludger-Hölker-Saal“ getauft.[8]
- 1965
 Am 23. Dezember 1965 erfolgte ein Absturz bei Laichingen wegen räumlicher Desorientierung des Piloten. Hauptmann Josef Weiher verlor dabei sein Leben.[9]
- 1966
 Am 18. März 1966 verlor Fw Harry Thiedemann sein Leben wegen eines Triebwerkausfalls seiner F-104. Absturzort war hierbei Lechfeld.[9] Absturz am 17. April 1968: Gedenktafel an der Absturzstelle in Königswiesen (Gauting)
- 1968
 Am 17. April 1968 verlor Pilot Hauptmann Ferdinand Eckert während eines Mach-2-Fluges den Funkkontakt mit der Flugsicherung. Anschließend erfolgte ein Absturz bei Gauting. Hauptmann Eckert wurde durch den Absturz getötet.[9][10]
- 1970
 Am 22. Januar 1970 wurde wegen einer Kollision in der Luft (nähere Angaben sind nicht bekannt) ein Absturz bei Leeder verursacht. Fw. Gerd Wegmann konnte sich durch den Schleudersitz retten. HptFw Wilfried Kellenter wurde getötet.[9]
- 1970
 Am 30. Oktober 1970 musste Major Horst Weidemann aus seiner Maschine wegen Triebwerkausfall aussteigen. Die Maschine stürzte bei Oberlaindern ab.[9]
- 1971
 Am 28. Juli 1971 kam die Maschine von OFw. Willi Hochgräber von der Landebahn ab. Der Pilot blieb hierbei unverletzt. Ort des Unfalls war der Flugplatz in Decimomannu/Italien.[9]
- 1974
 Am 10. Dezember 1974 kommt die Maschine des Typs F-104G von der Landebahn ab. Der Pilot Oberleutnant Wolfgang Vhur konnte mittels des Schleudersitzes aussteigen.[9]
- 1976
 Am 16. Juni 1976 stießen während eines Formationsflugs zwei F-104G zusammen. Die Maschine von Oberleutnant Rüdiger Schnicke, der überlebte, stürzte bei Zaisertshofen ab. Maj. Bernd Bretschneider konnte sicher landen.[9]
- 1976
 Am 20. September 1976 verlor Oberleutnant Peter Jantos die Kontrolle über sein Fluggerät. Die Maschine vom Typ F-104G stürzte bei Giengen ab. Der Pilot konnte sich retten.[9]
- 1976
 Am 22. November 1976 stieß eine HFB 320ECM (taktisches Kennzeichen 16+22) mit einem Fiat G.91T-Kampfjet im Münchener Luftraum zusammen. Dabei wurden alle fünf Besatzungsmitglieder der HFB 320 getötet. Die Besatzung der Fiat G.91T konnte sich mit dem Schleudersitz retten.[11]
- 1978
 Am 4. April 1978 verlor Major Uwe Schley die Kontrolle über seine Maschine vom Typ F-104G. Das Fluggerät zerschellte beim Landeanflug. Uwe Schley verlor sein Leben.[9]
- 1978
 Am 25. August 1978 verlor Oberleutnant Rudolf Stoll ebenfalls die Kontrolle über seine F-104G. Die Maschine stürzte bei Autenried ab. Oberleutnant Stoll konnte aussteigen.[9]
- 1981
 Am 18. Mai 1981 hatte die Maschine von Hauptmann Manfred Brandt Bodenberührung beim Schießeinsatz auf dem Truppenübungsplatz Heuberg. Hauptmann Brandt verlor sein Leben.[9]
- 1982
 Am 21. April 1982 registrierte Oberleutnant Peter Heidmann einen Triebwerkausfall nach einem Vogelschlag. Die Maschine stürzte bei Capo Frasca/Italien ab. Oberleutnant Heidmann konnte sich mit dem Schleudersitz retten.[9]

- 1982
 Am 7. Dezember 1982 hatte die Maschine von Hauptmann Martin Dötzer einen Triebwerkausfall, vermutlich wegen eines Vogelschlags. Das Fluggerät stürzte in die Irische See. Hauptmann Dötzer konnte aussteigen.[9]
- 1985
 Am 24. Oktober 1985 stürzte ein Tornado IDS (44+45) bei Stannersburn, in Nord-England, bei einer Übung ("Mallet Blow") ab. Die Crew, bestehend aus Hauptmann Hans-Joachim Schimpf und Hauptmann Holger Zacharias, kam dabei ums Leben.
- 2004
 Am 9. Dezember 2004 stürzte ein Tornado ECR in ein Waldgebiet nahe Kaufering. Der 31 Jahre alte Pilot, Hauptmann Eik von Zehmen, und sein 40-jähriger Waffensystemoffizier, Major Konrad Huf kamen bei dem Absturz ums Leben. Der Tornado zerschellte nur 3,5 km südöstlich von seinem Heimatflugplatz Lagerlechfeld, von dem er zuvor gestartet war. Die Ursache für den Absturz konnte nicht ermittelt werden.[12]
- 2007
 Am 12. April 2007 stürzte ein Tornado ECR auf einer Trainingsmission bei Lauterbrunnen (Schweiz) ab. Die Besatzung befand sich gerade auf dem Rückflug von Korsika. Kurz nach dem Tankstopp auf dem Militärflugplatz Emmen im Kanton Luzern prallte der Tornado in etwa 3700 m Höhe gegen eine Felswand. Der 26-jährige Pilot, OLt Schawer, starb, der Waffensystemoffizier konnte sich mit dem Schleudersitz retten und anschließend durch den Einsatz eines Rettungshubschraubers aus der steilen Hochgebirgswand geborgen werden. Er erlitt schwere Verletzungen. Die Ermittlungen durch den General Flugsicherheit sind mittlerweile abgeschlossen: „Fehleinschätzungen der Geländegegebenheiten und der Flugparameter des Luftfahrzeuges durch die Besatzung waren Ursache für den Flugunfall am 12. April 2007, bei dem der Luftfahrzeugführer getötet wurde.“

### Übungen
1989

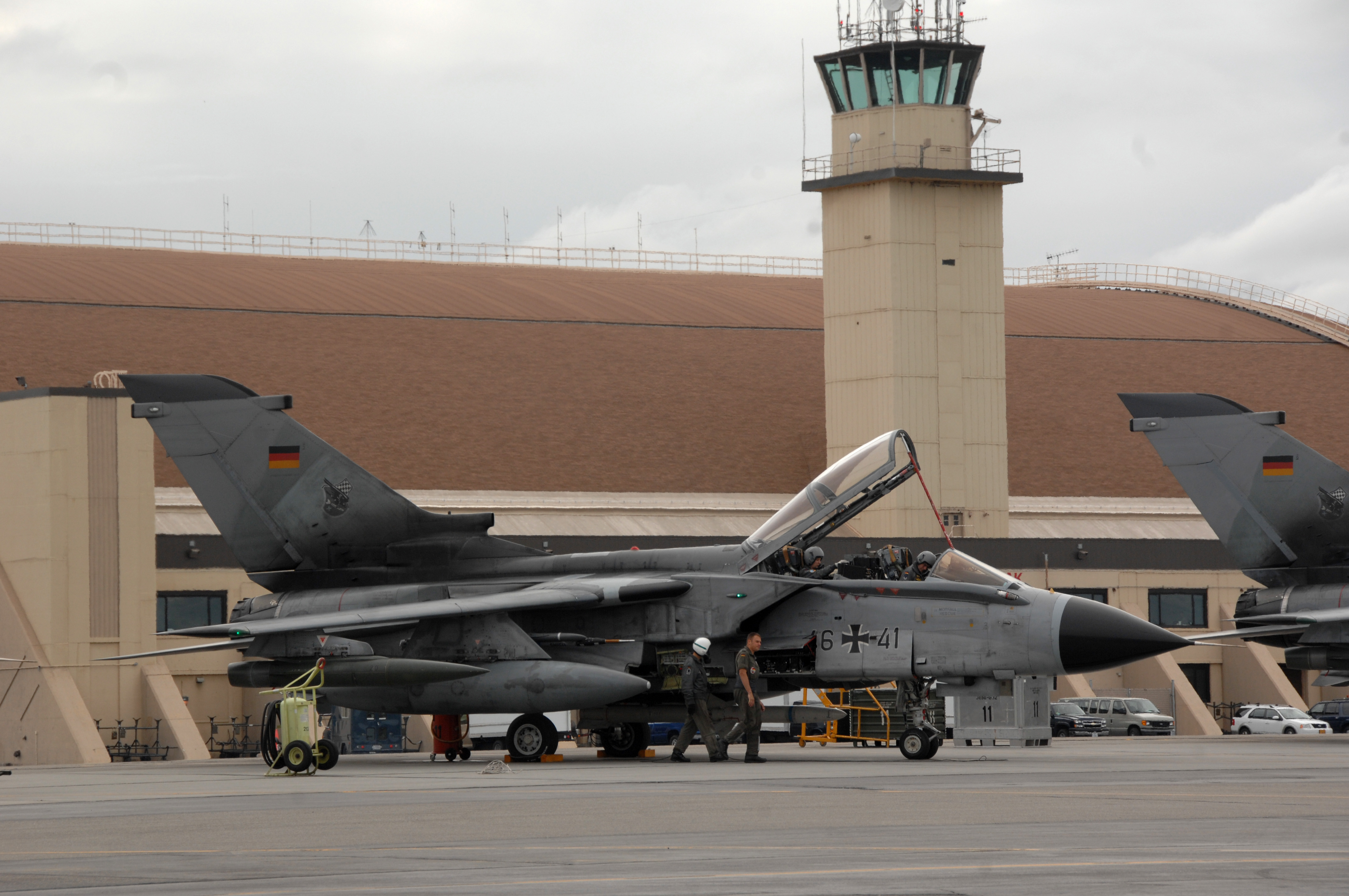
Ein Tornado ECR des JaboG 32 bei „Red Flag Alaska 08-3“

- Oktober – November: Exercise „Red Flag 90-1“ (Nellis Air Force Base, Nevada, USA)

2002
- Februar: Exercise „Red Flag“ (Nellis Air Force Base, Nevada, USA)

2003
- Mai: ELITE Exercise (Fliegerhorst Lechfeld)
- Oktober: „Saxon Shield“ (RAF Marham, Großbritannien)

2006
- Mai: ELITE Exercise (Fliegerhorst Lechfeld)
- November: NATO Trial „Spartan Hammer“ (Andravida, Griechenland)

2007
- März: CAP-EVAL (Fliegerhorst Neubrandenburg)
- Juni: ELITE Exercise (Fliegerhorst Lechfeld)
- September: NATO Air Meet: „Bold Avenger“ (Ørland, Norwegen)
- September: NATO Tiger Meet: „Arctic Tiger“ (Ørland, Norwegen) gestrichen
- November: TLP (Base aérienne de Florennes, Belgien)

2008
- Juni: „Red Flag Alaska 08-3“ (Eielson Air Force Base, Alaska, USA)
- Juli: ELITE (Deutschland)
- April: „Spring Flag 08-1“ (Base Aerea di Decimomannu, Sardinien)

2009
- März: TLP – „Last Call“ (Base aérienne de Florennes, Belgien)
- November: TLP (Base Aérea de Los Llanos, Spanien)

2010
- „Brilliant Ardent“ (Deutschland)
- „Good Hope“ (AFB Overberg, Südafrika)
- ELITE (Deutschland)
- NATO Tiger Meet (Vliegbasis Volkel, Niederlande)